# Combat Mission
Combat Mission (рус. Линия фронта) — серия тактических компьютерных игр, разрабатываемая американской студией Battlefront Studios.

## Игровой процесс
Все игры серии представляют собой пошаговые стратегии (начиная с игры Shock Force можно выбрать режим в реальном времени) на уровне батальона — бригады. В каждой игре представлен ряд не связанных между собой миссий, в ходе которых игрок должен достичь обозначенных в брифинге задач для достижения победы. Сражения могут проходить как против искусственного интеллекта, так и против других игроков в сетевой игре.
Во всех играх присутствуют несколько десятков пехотных подразделений, артиллерийских систем, оборонительных укреплений и наземных видов техники с достоверными тактико-техническими характеристиками. Присутствует система учета реальной баллистики и подсчета повреждений с учетом типов брони, расстояния, типа зарядов и погодных условий. Также имитируется моральное и физическое состояние боевых подразделений.
Большинство игр серии комплектуются мощным редактором уровней позволяющим фанатам создавать собственные сценарии боевых действий. Также можно выбрать режим случайной генерации карты и битвы.

## Игры серии

###### Combat Mission: Beyond Overlord(рус.Линия фронта. Нормандия)
Первая игра в серии, вышедшая 31 мая 2000 года. Игра создана на собственном движке разработчика — CMx1. Действие происходит во время операции Оверлорд. Присутствуют две стороны конфликта — Союзники, представленные США, Великобританией, Францией, Польшей и Канадой; и Ось, представленная только Германией. В 2003 году вышло специальное издание игры.

###### Combat Mission: Barbarossa to Berlin(рус.Линия фронта. Барбаросса)
Вторая часть серии, вышедшая в 2002 году. Действие происходит на Восточном фронте Второй мировой с начала операции Барбаросса до штурма Берлина. Состав воюющих сторон изменился — силы Союзников представлены Красной Армией, советскими партизанами и Армией Людовой, а силы Оси — Вермахт и вооруженные силы Финляндии, Италии, Венгрии и Румынии (в миссиях позднего периода войны Румыния переходит на сторону Союзников).

###### Combat Mission: Afrika Korps(рус.Линия фронта. Африканский корпус)
Третья часть серии, вышедшая в 2004 году. Театр военных действий — Северная и Восточная Африка, Италия и Крит. Воюющие стороны представлены США, Британией и её доминионами, Польшей и подразделениями Свободной Франции с одной стороны и Германией и Италией с другой.

###### Combat Mission: Shock Force(рус.Линия фронта. Ближний Восток)
Четвертая часть игры, перенесшая игроков в вымышленное американское вторжение в Сирию. Первая игра серии, созданная на движке CMx2. Вышла 27 июля 2007 года. Также для неё было выпущено 3 загружаемых модуля: Marines, British Force и NATO.

###### Combat Mission: Afghanistan(рус.Линия фронта. Афганистан’82)
Игра, выпущенная российским разработчиком Snowball по лицензии Battlefront Studios в 2010 году. Полностью посвящена Афганской войне, воюющие стороны — СССР и моджахеды

###### Combat Mission: Campaigns
Отмененная игра, аннонсированная в октябре 2005 года. Должна была стать продолжением Barbarossa to Berlin и включать в себя кампании Курскую битву, Сталинград, Берлин, Третью битву за Харьков и Операцию «Марс». Была отменена в 2009 году во многом из-за ухода одного из основных разработчиков.

###### Combat Mission: Battle for Normandy
Продолжение игры Beyond Overlord, выпущенное в 2011 году. В отличие от предыдущей игры, присутствовали только войска США и Германии. Как и Shock Force, имела ряд загружаемых дополнений: Commonwealth Forces, Market Garden, Vehicle Pack и Battle Pack.

###### Combat Mission: Touch
Игра для IPad, выпущенная в сотрудничестве с Dromedary, LLC в 2012 году. Действие игры разворачивалось в Нормандии 1944 года, противоборствующие стороны: США и Германия. В отличие от других игр серии, в ней отсутствовал генератор карт.

###### Combat Mission: Fortress Italy
Игра серии, полностью посвященная Итальянскому фронту Второй мировой. Использует обновленный движок CMx2 версии 2.0. Вышла в 2012 году, В следующем году вышло DLC Gustav Line.

###### Combat Mission: Red Thunder
Игра серии, базирующаяся на событиях Операции Багратион. Создана на обновленном движке CMx2 версии 3.0. Выпущена в апреле 2014 года.

###### Combat Mission: Black Sea
Выпущенная в ноябре 2014 года игра, фокусируется на гипотетической войне между Россией и НАТО на территории Украины в 2017 году. В игре используются новейшие типы вооружений, такие как БПЛА, оружие с лазерным наведением и т. п..

###### Combat Mission: Final Blitzkrieg
Игра, посвященная немецкому контрнаступлению в Арденнах. Выпущена в 2016 году.

## Отзывы и критика
Ранние игры серии признаются многими изданиями как лучшие представители пошаговых стратегий своего времени. Computer Gaming World назвал Beyond Overlord и Barbarossa to Berlin «варгеймами года» в 2000 и 2002 году соответственно.В 2010 году редакторы PC Gamer US назвали Beyond Overlord 53-й лучшей компьютерной игрой за всю историю.
Начиная с Shock Force, игры серии начинают ругать за «неумелый интерфейс, сломанный искусственный интеллект и отвратительные визуальные эффекты».

## Примечание
1. ↑  Combat Mission - игры серии. WAR.EXE. Дата обращения: 3 января 2020. Архивировано 3 января 2020 года.
2. ↑  Fcenter.ru: Combat Mission 2 - Статьи. Fcenter.ru. Дата обращения: 3 января 2020. Архивировано 3 января 2020 года.
3. 1 2  Combat Mission: Shock Force. www.igromania.ru. Дата обращения: 3 января 2020. Архивировано 3 января 2020 года.
4. 1 2  Combat Mission: Afghanistan: Обзор. stopgame.ru. Дата обращения: 3 января 2020. Архивировано 3 января 2020 года.
5. ↑  Combat Mission: Campaigns (англ.). BoardGameGeek. Дата обращения: 3 января 2020. Архивировано 3 января 2020 года.
6. 1 2  Игры Mail.ru. Игры Mail.ru. Дата обращения: 3 января 2020. Архивировано 3 января 2020 года.
7. ↑  Combat Mission: Beyond Overlord Review (англ.). GameSpot. Дата обращения: 3 января 2020. Архивировано 31 октября 2016 года.
8. ↑  Combat Mission: Barbarossa to Berlin (англ.). Metacritic. Дата обращения: 3 января 2020. Архивировано 9 июня 2020 года.
9. ↑  Combat Mission 3: Afrika Korps (англ.). Metacritic. Дата обращения: 3 января 2020. Архивировано 9 июня 2020 года.
10. ↑  Computer Gaming World. "The 2001 Premier Awards; Games of the Year". — 2001. — С. 72—80, 82, 83.
11. ↑  Computer Gaming World. "Computer Gaming World's 2002 Games of the Year". — 2003. — С. 83—86, 88, 89, 92—97..
12. ↑  PC Gamer US. "Top 100 Games of All Time". — 2010. — С. 48—65..